# La Solana
La Solana – gmina w Hiszpanii, w prowincji Ciudad Real, w Kastylii-La Mancha, o powierzchni 134,18 km². W 2011 roku gmina liczyła 16 201 mieszkańców.